# Giorgio De Santillana
Giorgio Diaz De Santillana (Roma, 30 maggio 1902 – Beverly, 8 giugno 1974) è stato un fisico, storico della scienza, storico della filosofia e filosofo italiano naturalizzato statunitense, docente al MIT.

## Biografia
Figlio di David Santillana, nacque a Roma in una famiglia di origini ebraiche. Si laureò in Fisica alla Sapienza - Università di Roma nel 1925. Trascorse due anni a Parigi e poi altri due anni al Dipartimento di Fisica dell'Università degli Studi di Milano, poi fu richiamato a Roma da Federigo Enriques per organizzare un corso di storia della scienza. Qui Santillana insegnò Storia e Filosofia della scienza. Nel 1936 si trasferì negli Stati Uniti, dove anni dopo ottenne la cittadinanza. Insegnò al MIT, dove nel 1942 divenne professore assistente e nel 1948 professore associato. Nel 1954 ottenne la cattedra di "Storia e filosofia della scienza".

## Opere
- Storia del pensiero scientifico. Il mondo antico, (con Federigo Enriques), Bologna, Zanichelli, 1932.
- Development of rationalism and empiricism (con Edgar Zilsel), Chicago, University of Chicago Press, 1941. (International encyclopedia of unified science Foundations of the unity of science ; vol. 2, n° 8).
- The Crime of Galileo, U.C.P., Chicago, 1955, (trad. it. Processo a Galilei, Milano, Mondadori, 1960).
- The Mentor Philosophers: The Age of Adventure: Renaissance Philosophers (1956).
- The Origins of Scientific Thought: from Anaximander to Proclus, 600 BC to 300 AD, London, Weidenfeld & Nicolson, 1961, (trad. it. Le origini del pensiero scientifico: da Anassimandro a Proclo, 600 a. C. - 500 d. C., Firenze, Sansoni, 1966).
- Reflections on Men and Ideas, 1968, (trad. it. Fato antico e fato moderno, Adelphi, 1985).
- Prologue to Parmenides, in Lectures in memory of Louise Taft Semple, Princeton University Press, Princeton, N.J, 1964 (tr. it. Prologo a Parmenide, in Fato antico e fato moderno, Milano, Adelphi, 1985).
- Hamlet's Mill (con Hertha von Dechend), Boston, Gambit, 1969, (trad. it. Il mulino di Amleto. Saggio sul mito e sulla struttura del tempo, Milano, Adelphi, 1983).
- Federigo Enriques, Giorgio de Santillana, "Platone e la teoria della scienza", Scientia, Vol. 51 (1932). Tratto da Storia del pensiero scientifico. Il mondo antico, (con Federigo Enriques), Bologna, Zanichelli, 1932.